# Jan Huygen van Linschoten
Jan Huyghen van Linschoten (o Huijgen) (Haarlem, ca. 1563 - Enkhuizen, 8 de febrer de 1611) va ser un comerciant, mariner, viatger, espia i historiador protestant neerlandes, al qual se li atribueix la publicació de les rutes de navegació portugueses cap a l'Àsia. Això va permetre el pas a les exclusives Índies Orientals a anglesos i neerlandesos i que la Companyia Britànica de les Índies Orientals i la Companyia Holandesa de les Índies Orientals trenquessin amb el monopoli gaudit pels portuguesos a la zona durant el segle xvi.
També va participar en els dos primers viatges fallits organitzats per les Províncies Unides dels Països Baixos a la recerca del Pas del Nord-est, en què també hi anava Willem Barentsz.

## Biografia

### Primers anys
Jan Huygen van Linschoten va néixer a Haarlem al voltant de 1563. El seu pare era el notari Huig Joosten (1532-1583), de Haarlem, i la seva mare Marretje Tin Hendriksdr (1533 -?) de Schoonhoven. Se sap molt poc de la seva joventut, però es creu que tingué 3 germans i una germana i que la família es traslladà durant el setge de Haarlem (1572-1573) a Enkhuizen. L'addició al nom de «van Linschoten» podria indicar que la seva família provenia d'Utrecht.
El desembre de 1576 va marxar cap a Espanya, per estar amb el seu germà Willem a Sevilla, romanent a Espanya fins a 1580, quan va obtenir un treball amb un altre comerciant a Lisboa. Una crisi en el comerç el va dur a buscar alternatives. Amb l'ajuda del seu germà, familiaritzat amb el recentment nomenat arquebisbe de la colònia portuguesa de Goa, el dominic Vicente da Fonseca, va aconseguir ser escollit el seu secretari.

### A Goa

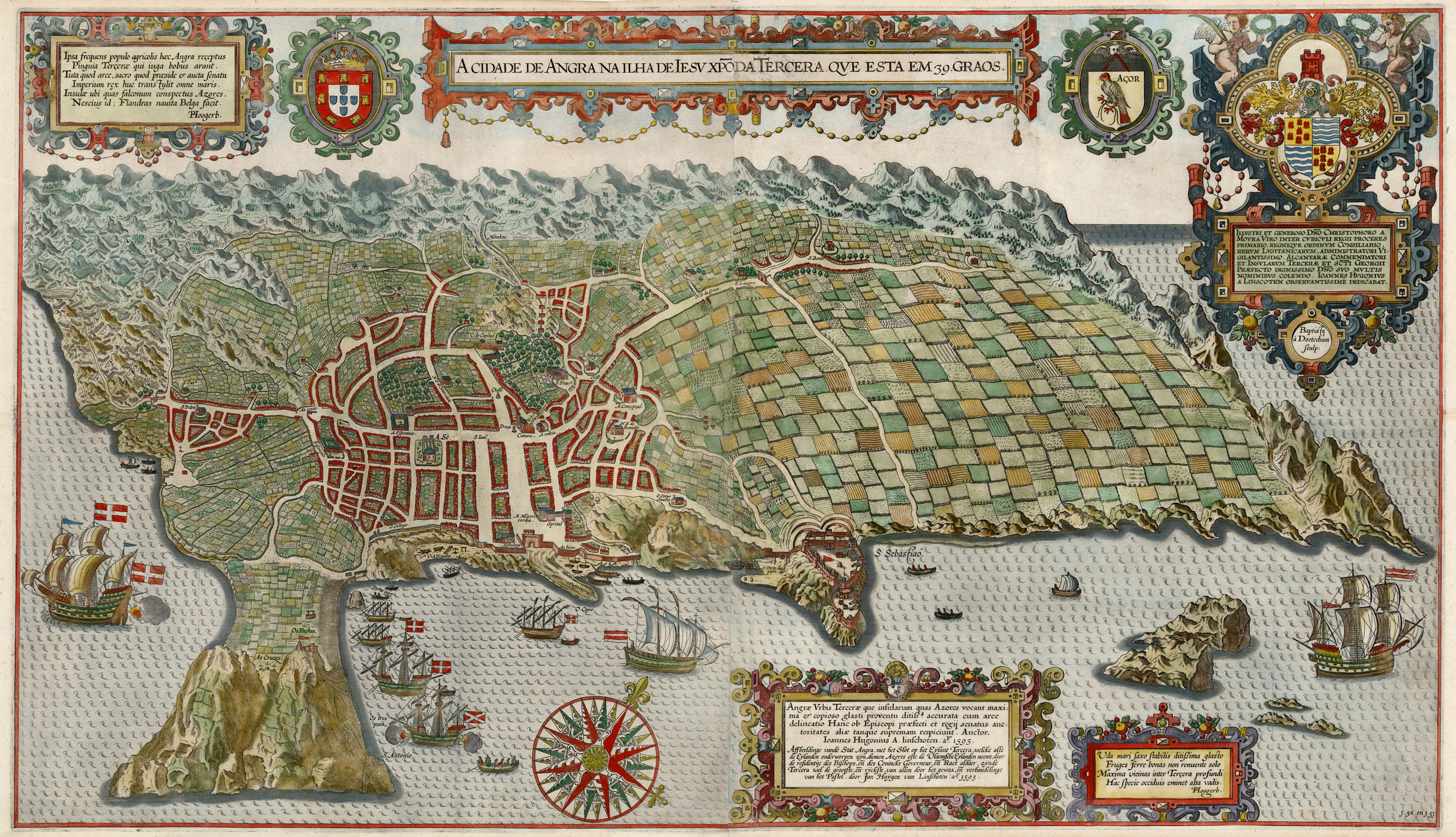
L'illa de Terceira, Açores (gravat acolorit a mà de lItinerario).

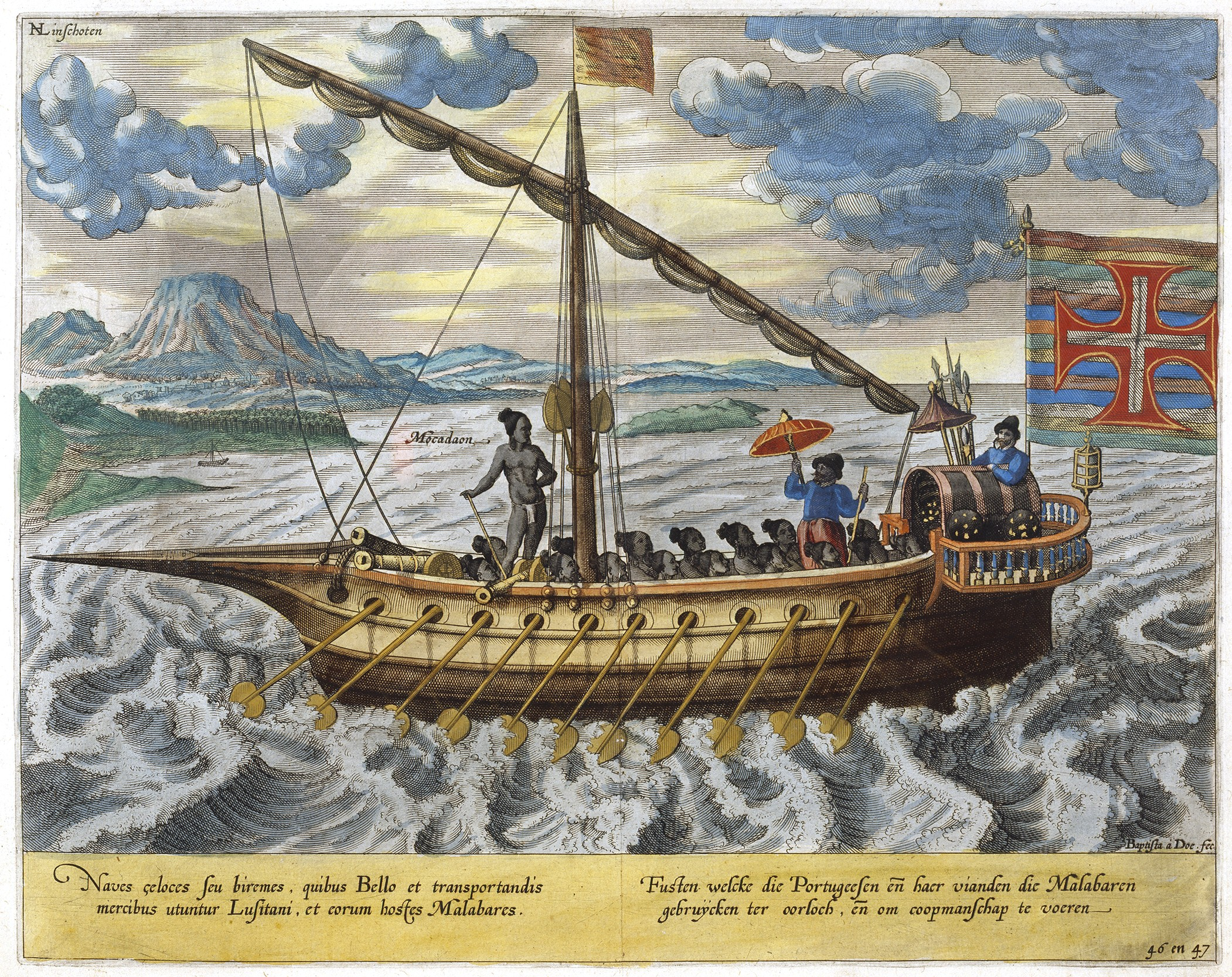
Fusta amb pavelló portuguès d'un llibre de Jan Huygen van Linschoten.

Jan Huyghens es va embarcar cap a Goa el 8 d'abril de 1583, arribant-hi cinc mesos després via Madeira, la Guinea, el cap de Bona Esperança, Madagascar i Moçambic. Mentre va estar a Goa, a causa de la seva posició, va tenir accés a informació secreta, incloent-hi les cartes nàutiques que havien estat ben guardades durant més d'un segle. Abusant de la confiança dipositada en ell, i per raons desconegudes, Huygens va començar a copiar meticulosament aquests mapes.
El 1587 l'arquebisbe va tornar a Portugal per informar el rei de Portugal. Linschoten va quedar com a escrivà general per rebre les taxes. D'altra banda tenia l'esperança que sorgiria una oportunitat per viatjar fins a la Xina i el Japó. El 1588 va arribar la notícia que l'arquebisbe havia mort durant el viatge de tornada a Portugal. També va saber que el vaixell del seu germà s'havia enfonsat morint tota la tripulació. Linschoten va decidir tornar a Europa i es va embarcar rumb a Lisboa el gener de 1589, fent escala a l'illa de Santa Helena el maig d'aquell mateix any. Durant l'escala es va trobar amb Gerrit van Afhuijsen, navegant d'Anvers que havia estat a Malaca, que li va transmetre moltes notícies sobre el comerç de les espècies en aquella regió. En la següent escala, les Açores, va passar dos anys obligat perquè l'illa estava assetjada pels anglesos. Va aprofitar el temps per ajudar el governador d'Angra en la cartografia de l'illa de Terceira. El 1592 finalment arribava a Lisboa i poc després a la ciutat d'Enkhuizen, ja als Països Baixos. Després del seu viatge a l'Índia publicà diverses obres, les quals van suposar el començament del comerç amb l'Orient i en última instància, l'establiment de la Companyia Holandesa de les Índies Orientals el 1602 i el començament de l'edat d'or neerlandesa.

### A la recerca del Pas del Nord-est

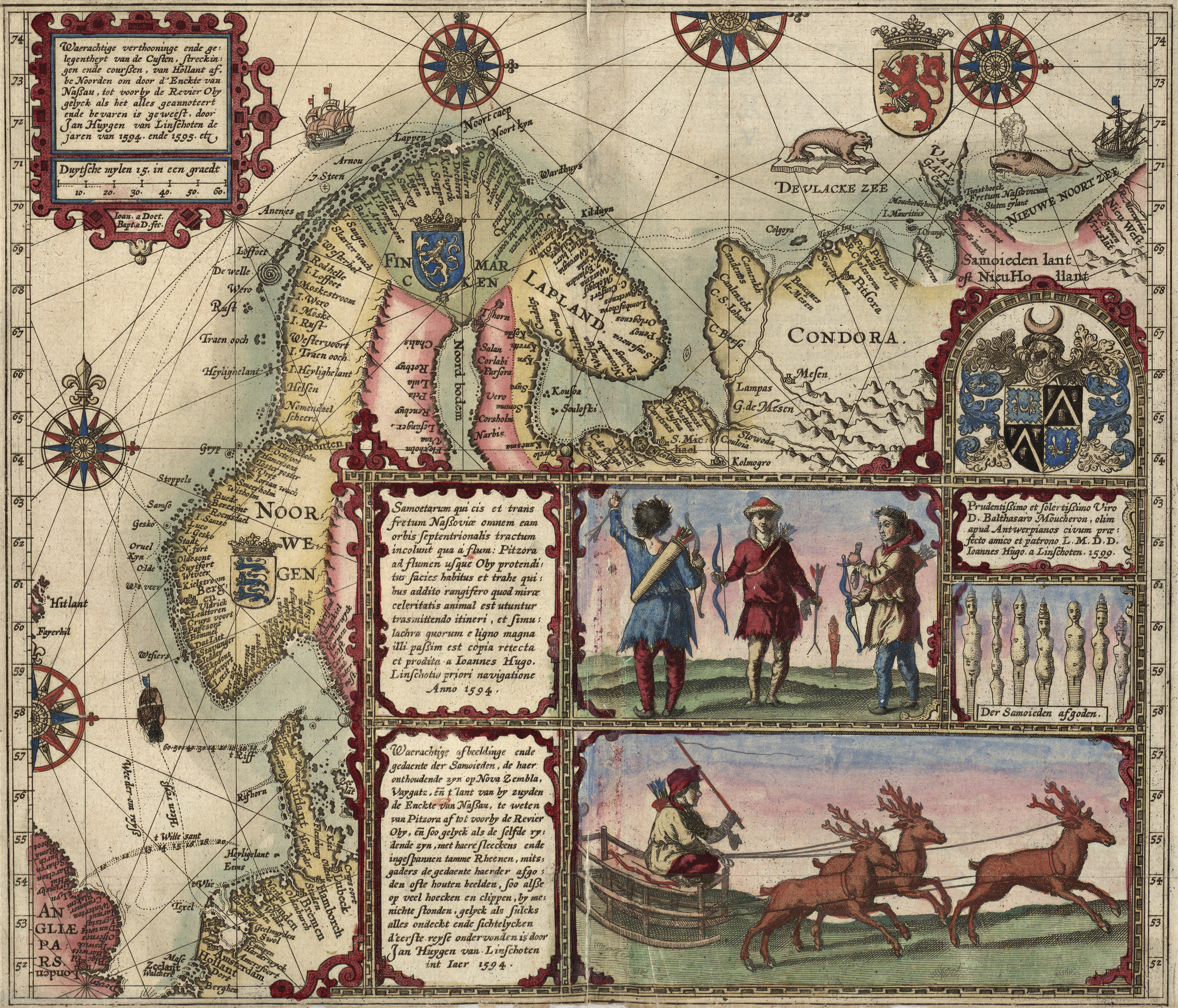
Mapa del primer viatge de Linschoten i Barentsz (del Diari de Jan Huygen van Linschoten, 1601).

A finals del segle xvi les Províncies Unides dels Països Baixos, embrancades en la guerra dels vuitanta anys contra Espanya, buscaven una ruta marítima entre el mar del Nord i l'Extrem Orient que vorejant la costa nord de Rússia els permetés arribar a les Índies Orientals, on veien importants interessos comercials, sense utilitzar la ruta tradicional que vorejava Europa i Àfrica i era controlada per Espanya. El 1594 es va preparar una flota de quatre vaixells sota el comandament de Cornelis Cornelisz Nay, d'Enkhuizen, a qui acompanyava Linschoten. El consell comunal d'Amsterdam va comprar i equipar dos petits vaixells, sent Willem Barentsz el capità del Mercury. Van salpar el 5 de juny de l'illa de Texel i després de vorejar la costa noruega, van emprendre rumb cap a l'est, amb la intenció d'arribar a Nova Terra i travessar el mar de Kara, amb l'esperança de trobar el Pas del Nord-est a les costes de Sibèria.
En arribar a Nova Terra la flota es va dividir per intentar entrar al mar de Kara. Barentsz, al capdavant dels vaixells d'Amsterdam, va intentar vorejar l'illa pel nord, però es va trobar amb el gel i amb grans icebergs que van obligar-lo a fer mitja volta. Mentrestant els altres dos vaixells van aconseguir entrar al mar de Kara a través de l'estret de Vaigatx, entre la costa siberiana i l'illa Vaigatx, que van trobar lliure de gel. En tornar a casa, i malgrat no haver aconseguit l'objectiu final, l'expedició va ser considerada un èxit.
El 1595 Linschoten, amb l'ajuda de l'editor d'Amsterdam Cornelis Claesz, especialista en navegació, geografia i viatges, va escriure l'obra Reys-gheschrift Vande navigatien der Portugaloysers in Orientin [Relats de viatges de la navegació portuguesa a Orient]. Aquesta obra conté gran nombre de rumbs de navegació marítima, no sols entre Portugal i les colònies de les Índies Orientals, sinó també entre l'Índia, la Xina i el Japó.
Els Estats Generals dels Països Baixos, esperançats amb el viatge de l'any anterior, van finançar una nova expedició de 7 naus el 1595, novament sota el comandament de Cornelis Nay i en la qual també participava novament Linschoten. Barentsz capitanejà la mateixa nau de l'any anterior, portant a bord a Jacob van Heemskerk. L'expedició anava acompanyada per sis vaixells mercants carregats amb mercaderies que els neerlandesos esperaven comerciar amb la Xina. Van partir el 2 juny de 1595, novament de Texel i l'esforç es va concentrar en travessar l'estret de Vaigatx. Aquell any les dures condicions meteorològiques de la zona van fer que el mar de Kara es mantingués totalment congelat, fent impossible la navegació. Barentsz volia passar l'hivern a la zona i esperar a la primavera, però Nay va decidir que la flota havia de tornar a casa i després de moltes dificultats i la mort de diversos tripulants, van arribar a casa el 18 de novembre. Aquesta expedició fou considerada un fracàs i la província de Zelanda i la ciutat d'Enkhuizen, que havien proporcionat vaixells per a ambdós viatges, perderen interès en ells. Van Linschoten va escriure la seva experiència en aquests viatges en l'obra Voyagie, ofte schip-vaert, van Ian Huyghen van Linschoten, van by Noorden om langes Noorvvegen de Noortcape, Laplant, Vinlant, Ruslandt, de VVite Zee, de custen van candenoes, Svvetenoes, Pitzora..., que fou publicada el 1601 per Gerard Ketel de Franeker.
El 1596 va publicar una nova obra, Itinerario: Voyage ofte schipvaert van Jan Huyghen van Linschoten naer Oost ofte Portugaels Indien, 1579-1592 [Itinerario: Relat del viatge del navegant Jan Huyghen van Linschoten a les Índies Orientals Portugueses].

### Tresorer de la ciutat d'Enkhuizen
Linschoten tornava a Enkhuizen el 1597, on va romandre, fins a la seva mort, com a tresorer a càrrec de la gestió dels fons de la ciutat. El 1597 va publicar una altra obra Beschryvinghe van de gantsche custe van Guinea, Manicongo, Angola ende tegen over de Cabo de S. Augustijn in Brasilien, de eyghenschappen des gheheelen Oceanische Zees [Descripció de la costa completa de Guinea, Manicongo, Angola i, a través del cap de Sant Agustí, al Brasil, les característiques de l'oceà Atlàntic sencer].
Les obres de Linschoten van ser considerades internacionalment durant molt de temps com l'estàndard per als viatges a l'Índia. Una edició en anglès de l'Itinerario va ser publicada a Londres el 1598 amb el títol Iohn Huighen van Linschoten història Discours of Voyages into ie Easte & West Indies [Iohn Huighen van Linschoten i el seu Discurs de viatges a les Índies Occidentals i Orientals]. Una edició en alemany va ser també impresa el mateix any i, més tard, es van publicar edicions en francès i en llatí.
En 1601 va publicar el seu relat dels viatges cap al nord: Voyagie, ofte SCHIP-vaert van by Noorden om langes. A més de mapes detallats d'aquests llocs, Linschoten va proporcionar la clau geogràfica per desbloquejar el control portuguès en el pas a través de l'estret de Malaca: suggerí apropar-se a les Índies Orientals des del sud de Sumatra, per l'estret de Sunda, minimitzant així el risc d'atreure l'atenció portuguesa.
Van Linschoten va treballar durant els seus últims anys amb molts conciutadans famosos, com el cartògraf Lucas Janszoon Waghenaer i el científic i metge Bernardus Paludanus.

## Obres de Linschoten

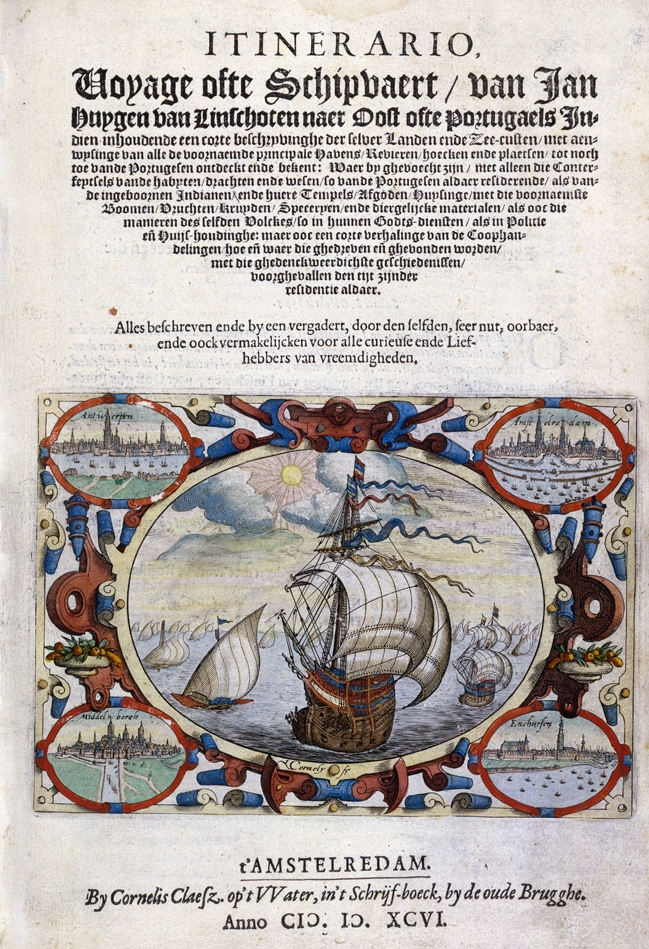
L' (1596).

- Itinerario, voyage ofte schipvaert, van Ian Huygen van Linschoten naer de Oost ofte Portugaels Indien, inhoudende een tall beschrijvinghe der selver Landen tant zeecusten ... (Amsterdam, 1595-1596)
  - En francès.[9]
- Reys-Gheschrift van de navigatien der Portugaloysers in Orientin ... (Amsterdam, 1595)
- Beschrijvinge Vande gantsche custe van Guinea ... (Amsterdam, 1596)
- Voyagie, ofte SCHIP-vaert, van Ian Huyghen van Linschoten, van by Noorden om langes Noorvvegen de Noortcape, Laplant, Vinlant, Ruslandt, de VVite Zee, de custen van candenoes, Svvetenoes, Pitzora ... (1601)

Publicacions modernes
- H. Kern (red.): Itinerari'o': voyage ofte Schifvaert van Jan Huygen van Linschoten naar Oost ofte Portugaels Indien (la Haia, 1910-1939 (5 vols.), 1955-1957 (3 vols.).
- S.P. L'Honoré (red.): Reizen van Jan Huyghen van Linschoten naar het noorden (la Haia, 1914)
- Abraham van der Moer (red.): Een zestiende-eeuwse Hollander in het verre oosten a Het Hoge noorden. Leven, Werken, Reizen en avonturen van Jan Huyghen van Linschoten  (la Haia, 1979)

## Curiositats
Hi ha diversos accidents geogràfics i reconeixements en honor de Linschoten.

### Societat Linschoten
La Societat Linschoten va ser fundada el 1908 per publicar relats, rars o inèdits, de viatges neerlandesos, expedicions per terra i descripcions de països i sobreviu avui al Museu Naval d'Amsterdam.

### Premi Linschoten
El Premi Linschoten és un premi a l'excel·lència en els negocis atorgat pel banc dels Països Baixos, ABN AMRO. El premi honora la pràctica internacional innovadora, la capacitat de competir amb els millors en un camp en particular i una gestió financera excel·lent.